# Resolutie 1404 Veiligheidsraad Verenigde Naties
Resolutie 1404 van de Veiligheidsraad van de Verenigde Naties werd unaniem door de VN-Veiligheidsraad aangenomen op 18 april 2002. De resolutie verlengde het onderzoek naar schendingen van de sancties tegen de Angolese rebellenbeweging UNITA met een half jaar.

## Achtergrond
Nadat Angola in 1975 onafhankelijk was geworden van Portugal, keerden de verschillende onafhankelijkheidsbewegingen zich tegen elkaar om te wedijveren over de macht. Onder meer Zuid-Afrika en Cuba bemoeiden zich met de burgeroorlog totdat onderhandelingen tot een akkoord leidden en ze zich in 1988 terugtrokken. Een akkoord in 1991 voorzag in verkiezingen. Toen de UNITA-rebellenbeweging die verloor, greep ze opnieuw naar de wapens. Een nieuw akkoord in 1994 leidde niet tot vrede. UNITA werd internationaal geconfronteerd met een embargo en steeds verder in het nauw gedreven door het regeringsleger. In 2002 werd ze door dat leger onthoofd, waarna ze zichzelf tot een politieke partij omvormde en demobiliseerde.

## Inhoud

### Waarnemingen
De Veiligheidsraad had eerder verklaard bereid te zijn uitzonderingen toe te laten op de reisbeperkingen tegen UNITA die in 1997 waren opgelegd. De raad herhaalde ook zijn bezorgdheid over de humanitaire gevolgen van de situatie. Verder werd het staakt-het-vuren van 4 april verwelkomd.

### Handelingen
Opnieuw werd het mandaat van het waarnemingsmechanisme, dat schendingen van de sancties onderzocht, met zes maanden verlengd, tot 19 oktober. Het mechanisme werd ook gevraagd binnen dertig dagen een actieplan over zijn toekomstige werk te bezorgen aan het comité dat toezag op de uitvoering van de sancties; in het bijzonder inzake financiële maatregelen en maatregelen tegen de diamant- en wapenhandel van UNITA.

## Verwante resoluties
- Resolutie 1348 Veiligheidsraad Verenigde Naties (2001)
- Resolutie 1374 Veiligheidsraad Verenigde Naties (2001)
- Resolutie 1412 Veiligheidsraad Verenigde Naties
- Resolutie 1432 Veiligheidsraad Verenigde Naties

Lijst ·  1387 ·  1388 ·  1389 ·  1390 ·  1391 ·  1392 ·  1393 ·  1394 ·  1395 ·  1396 ·  1397 ·  1398 ·  1399 ·  1400 ·  1401 ·  1402 ·  1403 ·  1404 ·  1405 ·  1406 ·  1407 ·  1408 ·  1409 ·  1410 ·  1411 ·  1412 ·  1413 ·  1414 ·  1415 ·  1416 ·  1417 ·  1418 ·  1419 ·  1420 ·  1421 ·  1422 ·  1423 ·  1424 ·  1425 ·  1426 ·  1427 ·  1428 ·  1429 ·  1430 ·  1431 ·  1432 ·  1433 ·  1434 ·  1435 ·  1436 ·  1437 ·  1438 ·  1439 ·  1440 ·  1441 ·  1442 ·  1443 ·  1444 ·  1445 ·  1446 ·  1447 ·  1448 ·  1449 ·  1450 ·  1451 ·  1452 ·  1453 ·  1454